# Guðmundur Þórarinsson
Guðmundur "Gudi" Þórarinsson là một cầu thủ bóng đá người Iceland thi đấu cho New York City ở vị trí tiền vệ, cũng là một ca sĩ.

## Thống kê sự nghiệp
Tính đến trận đấu diễn ra ngày vào ngày 21 tháng 12 năm 2020
| Câu lạc bộ          | Mùa giải            | Giải vô địch        | Giải vô địch | Giải vô địch | Cúp     | Cúp       | Cúp Liên đoàn | Cúp Liên đoàn | Châu Âu | Châu Âu   | Tổng cộng | Tổng cộng |
| Câu lạc bộ          | Mùa giải            | Hạng đấu            | Số trận      | Bàn thắng    | Số trận | Bàn thắng | Số trận       | Bàn thắng     | Số trận | Bàn thắng | Số trận   | Bàn thắng |
| ------------------- | ------------------- | ------------------- | ------------ | ------------ | ------- | --------- | ------------- | ------------- | ------- | --------- | --------- | --------- |
| Selfoss             | 2009                | 1. deild karla      | ?            | 4            | 0       | 0         | —             | —             | —       | —         | ?         | 4         |
| Selfoss             | 2010                | Úrvalsdeild         | 16           | 1            | 0       | 0         | —             | —             | —       | —         | 16        | 1         |
| Selfoss             | Tổng cộng           | Tổng cộng           | 16           | 5            | 0       | 0         | 0             | 0             | 0       | 0         | 16        | 5         |
| IBV                 | 2011                | Úrvalsdeild         | 22           | 0            | 4       | 0         | —             | —             | 2       | 0         | 28        | 0         |
| IBV                 | 2012                | Úrvalsdeild         | 21           | 2            | 3       | 0         | —             | —             | 2       | 0         | 26        | 2         |
| IBV                 | Tổng cộng           | Tổng cộng           | 43           | 2            | 7       | 0         | 0             | 0             | 4       | 0         | 54        | 2         |
| Sarpsborg 08        | 2013                | Tippeligaen         | 30           | 3            | 0       | 0         | —             | —             | 2       | 0         | 30        | 3         |
| Sarpsborg 08        | 2014                | Tippeligaen         | 29           | 4            | 3       | 1         | —             | —             | —       | —         | 32        | 5         |
| Sarpsborg 08        | Tổng cộng           | Tổng cộng           | 59           | 7            | 3       | 1         | 0             | 0             | 2       | 0         | 64        | 8         |
| Nordsjælland        | 2014–15             | Danish Superliga    | 15           | 0            | 0       | 0         | —             | —             | —       | —         | 15        | 0         |
| Nordsjælland        | 2015–16             | Danish Superliga    | 20           | 1            | 0       | 0         | —             | —             | —       | —         | 20        | 1         |
| Nordsjælland        | Tổng cộng           | Tổng cộng           | 35           | 1            | 0       | 0         | 0             | 0             | 0       | 0         | 35        | 1         |
| Rosenborg           | 2016                | Tippeligaen         | 24           | 1            | 2       | 0         | —             | —             | 2       | 0         | 28        | 1         |
| Norrköping          | 2017                | Allsvenskan         | 27           | 2            | 2       | 0         | —             | —             | 4       | 0         | 33        | 2         |
| Norrköping          | 2018                | Allsvenskan         | 29           | 2            | 3       | 0         | —             | —             | —       | —         | 32        | 2         |
| Norrköping          | 2019                | 28                  | 0            | 3            | 0       | 6         | 0             | —             | —       | 37        | 0         |           |
| Norrköping          | Tổng cộng           | Tổng cộng           | 84           | 4            | 7       | 0         | 10            | 0             | 0       | 0         | 101       | 4         |
| New York City       | 2020                | MLS                 | 19           | 0            | —       | —         | 1             | 0             | 1       | 0         | 21        | 0         |
| Tổng cộng sự nghiệp | Tổng cộng sự nghiệp | Tổng cộng sự nghiệp | 300          | 20           | 19      | 1         | 17            | 0             | 3       | 0         | 339       | 21        |

## Danh hiệu

### Câu lạc bộ
Selfoss
- 1. deild (1): 2009 [2]

Rosenborg
- Norwegian Giải vô địch (1): 2016 [3][4]
- Norwegian Football Cup (1): 2016

## Sự nghiệp âm nhạc
Guðmundur là một ca sĩ hát tốt, là anh trai của ca sĩ Iceland Ingólfur Þórarinsson. Năm 2018 anh tham gia Söngvakeppnin, một cuộc thi vòng loại để chọn ra đại diện của Iceland tham gia Eurovision Song Contest 2018.